# Electric Blues (Musikrichtung)
Electric Blues bezeichnet jede Art von Blues-Musik, die mit elektrischer Verstärkung der Musikinstrumente gespielt wird.  Die Gitarre war das erste Instrument, das in seiner verstärkten Variante unter Bluesmusikern weite Verbreitung fand. Zu den Pionieren zählen T-Bone Walker in den 1930er Jahren, John Lee Hooker und Muddy Waters in den 1940er Jahren. Ihre Spielweisen prägten den West Coast Blues, Detroit Blues und Chicago Blues. Seit den frühen 1950er Jahren war Little Walter ein häufig engagierter Bluesharp-Spieler, der seine Mundharmonika über ein kleines Mikrofon und einen Gitarrenverstärker spielte. Ebenso ersetzte bereits kurz nach seiner Erfindung der E-Bass den Kontrabass. Elektrische Orgeln und Keyboards sind ebenfalls weit verbreitete Instrumente.

## Frühe regionale Entwicklungen
Der Blues – wie auch der Jazz – wurde wahrscheinlich bereits in den späten 1930er Jahren elektrisch verstärkt gespielt. Als erster Star des elektrischen Blues gilt T-Bone Walker. Er kombinierte Elemente aus Blues, Swing und Jazz in seiner langen Karriere. Nach dem Zweiten Weltkrieg wurde elektrisch verstärkte Bluesmusik populär in den amerikanischen Städten, die durch einen Zuzug von Afroamerikanern geprägt sind, wie z. B. Chicago, Memphis, Detroit, St. Louis und die West Coast. Der initiale Impuls zur Entstehung der Musikrichtung war das Bedürfnis, auf lautstarken Rent-Partys gehört zu werden. Die Bands spielten meist in kleineren Lokalen, so dass Electric-Blues-Bands meist kleiner waren als Jazz-Bands. In den frühen Phasen bestand eine Blues-Band typischerweise aus E-Gitarren, einem Kontrabass (der nach und nach vom E-Bass ersetzt wurde) und einer Mundharmonika, die über ein Mikrofon mit einem PA-System oder einem Gitarrenverstärker gespielt wurde.
In den späten 1940er Jahren begannen verschiedene Bluesmusiker in Chicago elektrische Verstärker zu verwenden, darunter John Lee Williamson und Johnny Shines. Frühe Aufnahmen stammen aus den Jahren 1947 und 1948 von Musikern wie Johnny Young, Floyd Jones und Snooky Pryor. Der neue Stil wurde perfektioniert durch Muddy Waters, der mit verschiedenen kleinen Gruppen zusammen spielte, die eine prägende Rhythmus-Sektion und eine Mundharmonike aufwiesen. Auf sein I Can't Be Satisfied (1948) folgte eine Reihe weiterer bahnbrechender Aufnahmen. Der Chicago Blues ist zu weiten Teilen beeinflusst durch den Mississippi Blues, weil viele Musiker aus der Region des Mississippi nach Chicago migrierten. Howlin’ Wolf, Muddy Waters, Willie Dixon und Jimmy Reed wurden alle in Mississippi geboren und zogen während der Großen Wanderung nach Chicago. Zusätzlich zur elektrischen Gitarre spielten Mundharmonika und ein Rhythmus aus Bass und Schlagzeug, manchmal auch ein Saxophon eine wichtige Rolle. Little Walter, Sonny Boy Williamson (Rice Miller) und Big Walter Horton waren die bekanntesten Mundharmonikaspieler (die von Bluesmusikern blues harp genannt wird) in der frühen Chicagoer Blues Szene; der Klang der elektrischen Instrumente mit der Mundharmonika wird oft als charakteristisch für den elektrischen Chicago Blues angesehen. Muddy Waters und Elmore James wurden bekannt durch ihren innovativen Gebrauch der Slide-Gitarre. Der Bassist und Komponist Willie Dixon spielte eine wichtige Rolle in der Chicagoer Bluesszene. Er komponierte und textete viele Standard-Bluessongs dieser Zeit, unter anderem Hoochie Coochie Man, I Just Want to Make Love to You (beide interpretiert von Muddy Waters) oder Wang Dang Doodle, Spoonful und Back Door Man für Howlin’ Wolf. Die meisten Chicagoer Bluesmusiker nahmen bei Chess Records und Checker Records auf; kleinere Blues Label in dieser Zeit waren Vee-Jay Records und J.O.B. Records.

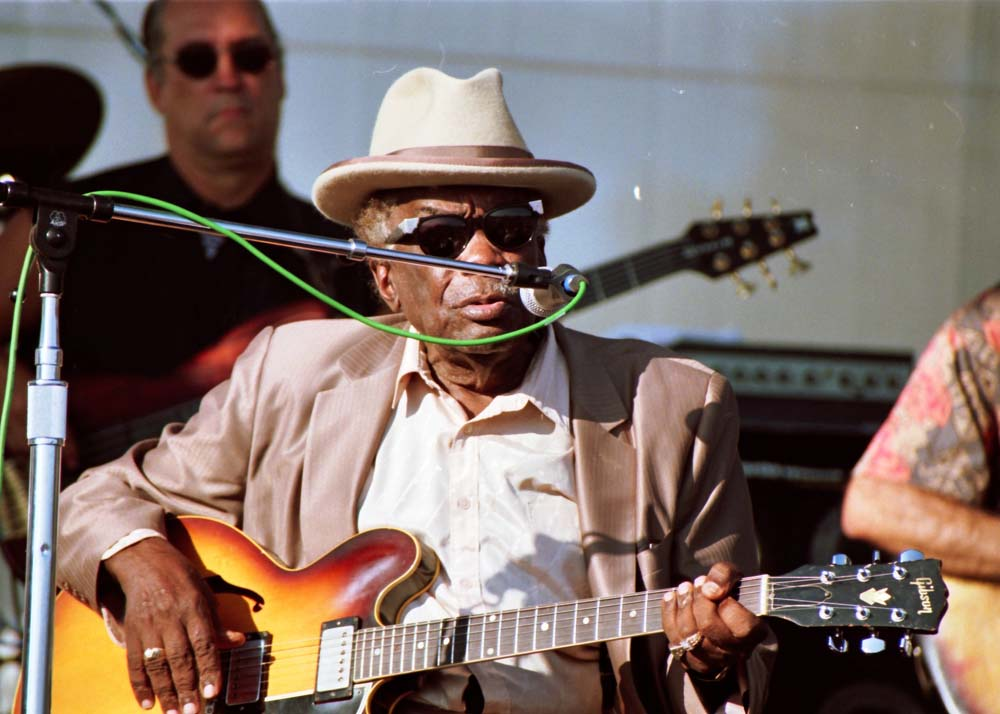
John Lee Hooker wechselte in seiner Karriere mehrfach zwischen akustischen und elektrischen Stilen.

In den späten 1950er Jahren entstand der West Side style Blues, ebenfalls in Chicago mit Hauptvertretern wie Magic Sam, Jimmy Dawkins, Magic Slim oder Otis Rush. West side Clubs wurden öfter von einer weißen Hörerschaft besucht, doch die Künstler waren hauptsächlich schwarz oder spielten in Bands mit weißen und schwarzen Musikern. West side Blues integrierte Elemente des Bluesrock mit einem größeren Rückgriff auf Standardformen und traditionellen Bluessong-Aufbau. Albert King, Buddy Guy und Luther Allison prägten den West Side Stil der stark von einer elektrischen Lead-Gitarre dominiert wird.